# Стойкий (корвет)
«Сто́йкий» — корвет с управляемым ракетным оружием Военно-Морского Флота ВС Российской Федерации, четвёртый корвет (третий серийный) проекта 20380.

## История строительства
Заложен на стапеле судостроительного предприятия «ОАО „Северная верфь“» 10 ноября 2006 года (заводской № 1004), в 2011 году ожидался спуск корабля со стапеля. После окончания строительства и прохождения испытаний «Стойкий» должен войти в состав Балтийского флота ВМФ России.
30 ноября 2008 года строящийся корвет осмотрели председатель ВПК при правительстве России В. Путилин, вице-премьер России С. Иванов и главком ВМФ адмирал Владимир Высоцкий.
Фактическое строительство корвета началось в конце 2008 года — начале 2009 года, и заняло около 4-х лет. От момента закладки до момента начала фактического строительства секции корпуса просто простаивали в цеху.
30 мая 2012 года в торжественной обстановке корвет был спущен на воду.

## Испытания
В ноябре 2013 года корвет проходил швартовные испытания.
Выход на ЗХИ был запланирован на 24 декабря 2013 года. Фактически впервые вышел в море на первый этап ЗХИ 25 декабря 2013 года. По другим сведениям, начало ходовых испытаний было намечено на 20 января 2014 года.
21 января 2014 года завершил первый этап ЗХИ и 24 января прибыл в ВМБ Балтийск.
По данным на 29 января 2014 года провёл опытные стрельбы.
6 февраля 2014 года вышел в море для проведения второго этапа ЗХИ. По данным на 10 февраля провёл артиллерийские стрельбы 100-мм и 30-мм АУ. По состоянию на 20 февраля были проведены испытания гидроакустических систем. По информации на 5 марта 2014 года завершал ЗХИ; на середину марта 2014 года было намечено начало морской части государственных ходовых испытаний.
11 марта 2014 года началась морская часть государственных испытаний. 2 апреля 2014 года вышел в морские полигоны БФ для проведения артиллерийских стрельб главным корабельным комплексом. По информации на 9 апреля в ходе проведения ГХИ успешно выполнил ракетные и артиллерийские стрельбы.
По информации на 14 апреля 2014 года успешно завершил морскую часть ГХИ и совершал переход на СЗ «Северная верфь». 15 апреля 2014 года вернулся на СЗ «Северная верфь». По информации, поднятие Андреевского флага было запланированно на 15 мая 2014 года.
По данным на 12 мая 2014 года продолжал государственные испытания, передача флоту была намечена на лето 2014 года.
Поднятие флага было запланировано на лето 2014 года. По данным на 28 мая 2014 года должен был быть передан ВМФ России 28 мая 2014 года. Однако главком ВМФ Виктор Чирков, по некоторым сведениям отказался принимать корабль из-за возможных проблем с радиоэлектронными системами.
18 июля 2014 года был подписан приёмный акт.
27 июля 2014 года на корабле был поднят Андреевский флаг.

## Служба
В апреле 2015 года в составе отряда кораблей Балтийского флота (корветы «Бойкий», «Стойкий», «Сообразительный» и «Стерегущий»), совместно с морской авиацией на полигоне в акватории Балтийского моря выполнял задачи по противовоздушной и противолодочной обороне. В ходе учения корабли провели артиллерийские стрельбы по морским и воздушным целям, нашли и уничтожили подводную лодку условного противника, отработали совместное маневрирование..
9 мая 2015 года корвет «Стойкий» принимал участие в проводившемся в Санкт-Петербурге  военно-морском параде в ознаменование 70-й годовщины Победы в Великой Отечественной войне.
В ноябре 2016 года в ходе выхода в море экипаж корвета «Стойкий» в морских полигонах Балтийского флота отработал действия по поиску и обнаружению подводной лодки условного противника с применением новейшего противолодочного вооружения и успешно условно поразил цель из противолодочного комплекса «Пакет».
Далее в ноябре 2016 года действуя совместно с корветом «Сообразительный» в ходе тактических учений в Балтийском море нанёс успешный ракетный удар по сложным мишеням, которые имитировали корабль (используя ПКР «Уран») и крылатую ракету (используя ЗРК «Редут»).
15 июня 2017 года действуя в составе отряда кораблей Балтийского флота (корветы «Бойкий» и «Стерегущий») успешно выполнил элементы совместного маневрирования в море и артиллерийские стрельбы по морским надводным целям.
С 28 июня по 02 июля 2017 года принимал участие в работе «VIII Международного Военно-Морского Салона-2017»(МВМС -2017) проводившегося в Санкт-Петербурге.
30 июля 2017 года принимал участие в главном военно-морском параде, в честь Дня Военно-Морского Флота.
31 августа 2017 года экипаж корвета в ходе учений отразил условную торпедную атаку в Балтийском море, а также провёл артиллерийские стрельбы по различным целям, мероприятия по противодиверсионной обороне, внутрикорабельную тренировку по борьбе за живучесть корабля.
18 июня 2018 года отряд кораблей Балтийского флота в составе корветов «Бойкий», «Стойкий», среднего морского танкера «Кола» и морского буксира «Конецкий» вышел в Северную Атлантику для выполнения плановых задач дальнего похода.
15 ноября 2019 года корвет "Стойкий" и БДК "Калининград" вернулись в пункт постоянного базирования Балтийск после выполнения учебно-боевых задач в рамках постоянного присутствия сил Балтийского флота в зоне своей ответственности, они находились в Балтийском море более 30 суток и прошли более 4000 миль.